# Quinta colonna (romanzo)
Quinta colonna (titolo orig. N or M?) è un romanzo di Agatha Christie, pubblicato per la prima volta nel 1941. Protagonista dell'opera di narrativa poliziesca è la coppia di investigatori Tommy e Tuppence, qui nella loro prima versione matura, ma già apparsi nell'Avversario segreto e nella raccolta di racconti Partners in Crime, del 1929.
Il titolo originale è preso dal Book of Common Prayer, dove si chiede: "What is your Christian name? Answer N. or M". Le iniziali "N. o M." stanno a indicare le parole latine "nomen vel nomina", cioè nome o nomi. Fu per un refuso tipografico che "nomina" venne ad essere rappresentata invece come "m".

## Trama
Nella primavera del 1940, all'inizio della Seconda Guerra Mondiale, l'affiatata coppia Tommy e Tuppence Beresford, memore delle avventure vissute durante la precedente guerra mondiale, scalpita perché vorrebbe avere un ruolo significativo negli avvenimenti che coinvolgono l'Impero Britannico. Tommy viene così contattato dal loro vecchio capo e gli viene affidato l'incarico di scoprire le due spie tedesche che stanno organizzando una Quinta colonna in Gran Bretagna, collaborazionisti noti solo con le iniziali di N e M. L'incarico però è solo per lui, non anche per Tuppence, la quale dovrà rimanere a casa. Tommy accetta e parte per la città di Leahampton e qui trova alloggio nella pensione che si ritiene essere il covo di una delle due spie. Qui scopre che Tuppence è già ospite presso la pensione. I due insieme riusciranno a scoprire le spie tedesche e a sabotare il loro piano di invasione.

## Personaggi
- Tommy e Tuppence Beresford, i due ex giovani avventurieri
- Derek e Deborah, i loro figli gemelli
- Capitano Grant, funzionario del ministero degli Interni
- Eileen Perenna, la proprietaria del Sans Souci
- Sheila Perenna, figlia dell'albergatrice
- Carl von Deinim, rifugiato tedesco
- Maggiore Bletchley, pensionante del Sans Souci[1][N 1]
- Signora Sprot, giovane e apprensiva madre
- Betty, figlia della signora Sprot
- Signora O'Rourke, pensionante del Sans Souci
- Signorina Minton, anziana pensionante del Sans Souci
- Coniugi Cayley, coppia di mezz'età
- Comandante Haydock, ufficiale di marina a riposo
- Antony Marsdon, amico di Deborah
- Albert, ex maggiordomo dei Beresford
- Wanda Polonska, profuga polacca

## Edizioni italiane
- Quinta colonna, Collana I Capolavori dei Gialli Mondadori n.164, Milano, febbraio 1961. - in Spionaggio e vecchi merletti. Tre romanzi, Segretissimo n.662, Mondadori, 1976.
- Quinta colonna, Prefazione di Laura Grimaldi, Collana Oscar n.1619 (Oscar Gialli n.105), Milano, Mondadori, 1983-1992.
- Quinta colonna, [nuova] traduzione di Grazia Maria Griffini, Collana I Classici del Giallo Mondadori n.710, Milano, 1994, pp.223; Collana Oscar Moderni, Mondadori, 2022, ISBN 978-88-047-6676-6.